# イプシロン数
イプシロン数あるいはエプシロン数 (英: epsilon numbers)とは、数学における超限順序数の一つ。それ自身よりも小さい順序数から有限回の加算・乗算・冪乗では到達できない超限順序数として定義される。
{\displaystyle \alpha =\omega ^{\alpha }} であるような γ 番目（0から数え始める）の順序数 α を εγ と書き、これらをイプシロン数と呼ぶ。この中で最小のものが ε0 （イプシロン・ゼロ（英: epsilon zero）、あるいはイプシロン・ノート（英: epsilon nought））である。
ε0 は基本列 {\displaystyle \omega ,\omega ^{\omega },\omega ^{\omega ^{\omega }},\omega ^{\omega ^{\omega ^{\omega }}},\dots } の極限として考えることができ、同時にこれらの順序数全体の集合の上限と一致する。ε0 はしたがって極限順序数でもある。
{\displaystyle \varepsilon _{0}=\sup\{\omega ,\omega ^{\omega },\omega ^{\omega ^{\omega }},\omega ^{\omega ^{\omega ^{\omega }}},\dots \}=\omega ^{\omega ^{\omega ^{\cdot ^{\cdot ^{\cdot }}}}}.}
カントールの標準形で表すと次の通り。
{\displaystyle \varepsilon _{0}=\omega ^{\varepsilon _{0}}.}
ε0 はまだ可算である（前述の γ を非可算順序数とすると、非可算なエプシロン数が得られる）。この順序数は帰納法を用いた様々な証明で非常に重要な役割を果たす。何故なら多くの場合、超限帰納法は ε0まで実行すれば十分だからである（例としてペアノ算術の無矛盾性に関するゲンツェンの証明やグッドスタインの定理の証明などがある)。これがゲンツェンの証明において用いられたこととゲーデルの第二不完全性定理から、ペアノ算術ではこの順序の整礎性を証明できないことが判る（事実、ε0はこのような性質を持つ最小の順序数である。このことから、証明論におけるordinal analysisではペアノ算術の体系の強さを測る尺度として利用されている）。
エプシロン数は、ドイツの数学者カントールによって順序数の算術（順序数#順序数の演算も参照）の文脈において導入された。